# Gò Piłsudski

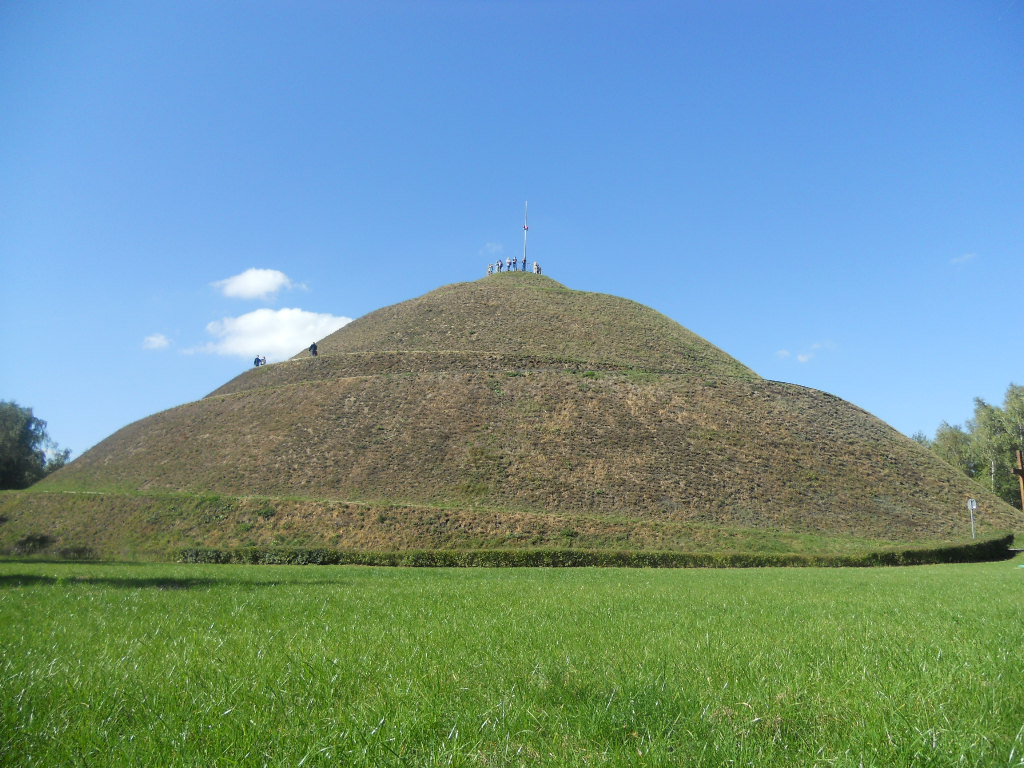
Gò Piłsudski

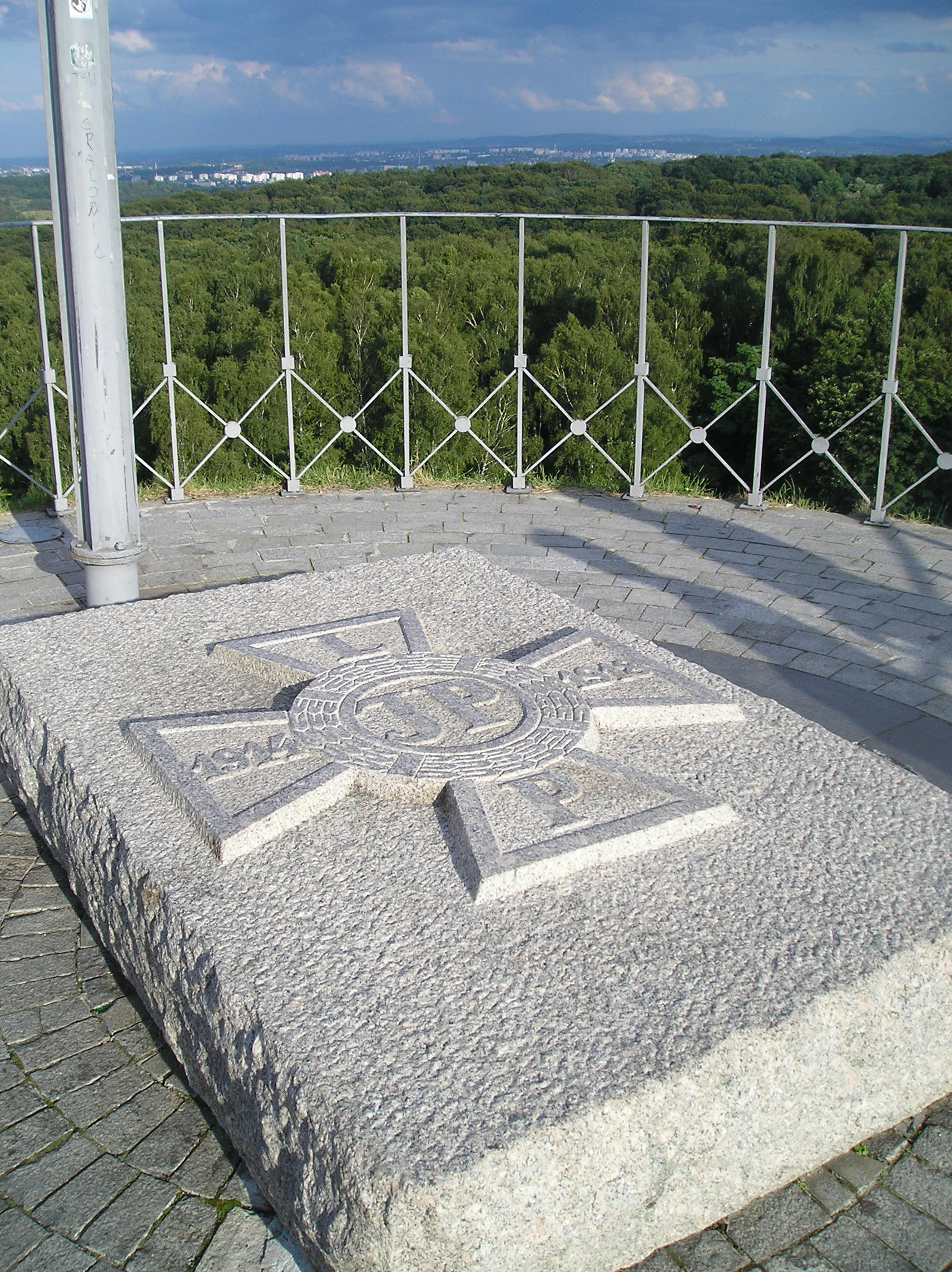
Đài tưởng niệm trên đỉnh của Gò Piłsudski

1936, xây dựng gò đất

Gò Piłsudski (cũng được biết đến với cái tên Gò Độc lập hay Gò Tự do) (tiếng Ba Lan Kopiec Piłsudskiego) tọa lạc tại Kraków, Ba Lan, và được thành lập bởi người dân Ba Lan để vinh danh Józef Piłsudski. Một gò đất nhân tạo, nó được xây dựng từ những năm 1934 đến 1937. Nó nằm ở phía tây của Kraków, trên Cao nguyên Sowiniec, Quận VII "Zwierzyniec" của Kraków. Nó là cái mới nhất và lớn nhất trong bốn gò của Kraków.[a]

## Lịch sử
Năm 1934, những người lính lê dương Ba Lan và các tổ chức của họ đã đề xuất xây dựng một tượng đài kỷ niệm việc tái lập nền độc lập của Ba Lan. Ủy ban Xây dựng gò đất được thành lập tại Warsaw và do Walery Sławek chủ trì. Việc xây dựng bắt đầu vào ngày 6 tháng 8 năm 1934, kỷ niệm 20 năm sự ra đi của Công ty Cán bộ đầu tiên từ Kraków vào đầu Thế chiến thứ nhất.
Sau cái chết của Thống chế Józef Piłsudski vào ngày 12 tháng 5 năm 1935, những người lính Legion - cựu thuộc hạ của Piłsudski, người thành lập nên các Quân đoàn - đã quyết định đổi tên của gò theo tên thủ lĩnh của họ. Các gò được hoàn thành vào ngày 9 tháng 7 năm 1937. Đất từ mọi chiến trường trong Thế chiến thứ nhất mà Ba Lan chiến đấu được dùng để xây gò đất.
Trong Thế chiến II, Hans Frank, thống đốc Đức Quốc xã chiếm đóng Ba Lan, đã ban hành lệnh san phẳng và phá hủy gò đất, nhưng do khó khăn và chi phí nên nó không bao giờ được thực hiện. Sau chiến tranh, chính phủ cộng sản Ba Lan, vốn coi Gò là di tích của Cộng hòa Ba Lan tư bản đệ nhị, vẫn được chính phủ Ba Lan lưu vong ủng hộ, đã cố gắng giảm thiểu tầm quan trọng của Gò. Bất kỳ đề cập nào về nó đã bị xóa khỏi các ấn phẩm chính thức và khu vực xung quanh được lấp đầy cây xanh để giúp che khuất tầm nhìn. Không chính thức nó được gọi là "Kopiec Sowiniec" (Sowiniec Mound). Tuy nhiên, thiệt hại lớn nhất đối với di tích đã xảy ra trong thời kỳ Stalin; vào năm 1953, viên đá granit với cây thánh giá của Legion đã bị loại bỏ và phần lớn diện tích bề mặt của Gò đã bị tàn phá.
Năm 1981, với sự suy yếu của chính quyền cộng sản, việc tái thiết Vùng đất được bắt đầu. Đất từ các chiến trường trong Thế chiến II, trong đó nhiều đội quân Ba Lan tham gia đã được dùng để xây tượng đài, và nó có được một biệt danh là 'Mộ của những ngôi mộ'. Năm 1995, năm năm sau khi chủ nghĩa cộng sản sụp đổ ở Ba Lan, cuộc cải tạo lớn đầu tiên của Vùng đất đã được hoàn thành. Năm 1997, một trận lụt lớn đã làm hỏng Gò, và một cuộc cải tạo thứ hai bắt đầu ngay sau đó, hoàn thành vào năm 2002 với một buổi lễ có sự tham dự của tổng thống Ba Lan.

## Thiết kế
- kiến trúc sư: Franciszek Mączyński
- kiến trúc sư cảnh quan: Romuald Gutt [pl] và Alina Scholtz [2]
- chiều cao: 35 m (383 m AMSL)
- đường kính chân gò: 111 m
- khối lượng: 130.000 m³